# 内田保秀
内田 保秀（うちだ やすひで、明治31年（1898年）1月14日 -　昭和32年（1957年）6月23日）は日本の実業家、政治家。元米吾代表取締役。内田家の12代目。元米子市議会副議長。

## 経歴
鳥取県米子市出身。
大正15年（1926年）社長職に就いた保秀にとって、先代・秀蔵とともに建設を始めた「米子米吾ビル」の竣工が初仕事となった。
昭和22年（1947年）、米子市議会議員に立候補し初当選を果たした。昭和24年（1949年）には、「米吾」を有限会社とした。昭和28年～30年（1953～1955年）には市議会副議長をつとめた。

## 家系
内田家は代々米問屋を家業としていた。明治7年（1874年）廃業、旅館経営へ転業。明治35年（1902年）国鉄山陰線敷設以来、米子駅構内営業を始める。

## 史料
大正5年（1916年）刊の『陰陽八郡一覧』によって、国税二十円以上の納税者をみると、
米子駅前通りと考えられる成実村では、
内田秀蔵（「米吾」、物品販売、二十八円二十銭）
石田運送合名（運送・請負、五十一円三十銭）
柏木正一（旅館、二十三円八十銭）
名島合名（物品販売、五十九円三十銭）
赤沢康平（請負、五百十四円六十銭）となっている。